# 1900 na política

## Eventos
- 27 de Fevereiro - Fundação do Partido Trabalhista britânico. Ramsay MacDonald é nomeado o primeiro secretário-geral.
- 12 de Março - Após três meses de contestação republicana, as Cortes portuguesas iniciam os trabalhos com a presença de deputados do Partido Republicano Português.
- 18 de Março - O imperador Guilherme II, da Alemanha, demite o chanceler Bismarck, que dominou a política europeia desde 1870.
- 1 de Maio - acordo: Comissão Arbitral de Genebra atribui o Amapá ao Brasil.
- Guerra dos boxers, na China.
- 25 de Novembro - 39ª eleições gerais portuguesas, com nova vitória do partido no governo. As listas monárquicas vencem em Lisboa e no Porto, não sendo eleitos deputados republicanos, mesmo que a sua votação tenha aumentado.
- o Império Britânico era o maior do mundo e incluía territórios que iam do Mar Vermelho ao Oceano Pacífico. Visando proteger-se de seus competidores e fortalecer-se internamente, a Inglaterra formou com as áreas sob seu domínio a British Commonwealth of Nations (Comunidade Britânica de Nações)

## Nascimentos
| Data           | Nome                       | Profissão                                                                                  | Nacionalidade                         | Observações | Ref   |
| -------------- | -------------------------- | ------------------------------------------------------------------------------------------ | ------------------------------------- | ----------- | ----- |
| 12 de março    | Gustavo Rojas Pinilla      | Presidente da República da Colômbia de 1953 a 1957                                         | Colômbia                              | m. 1975     |       |
| 3 de abril     | Camille Chamoun            | presidente do Líbano de 1952 a 1958                                                        | Império Otomano (Líbano)              | m. 1987     |       |
| 12 de abril    | Dumarsais Estimé           | presidente do Haiti de 1946 a 1950                                                         | Haiti                                 | m. 1953     | [ 1 ] |
| 21 de abril    | Dumarsais Estimé           | presidente do Haiti de 1946 a 1950                                                         | Haiti                                 | m. 1953     |       |
| 12 de julho    | Zenón Noriega Agüero       | presidente do Peru em 1950                                                                 | Peru                                  | m. 1957     |       |
| 29 de julho    | Hermann Esser              | chefe de propaganda nazi                                                                   | Império Alemão                        | m. 1981     |       |
| 4 de agosto    | Arturo Umberto Illia       | presidente da Argentina de 1963 a 1966                                                     | Argentina                             | m. 1983     |       |
| 4 de agosto    | Elizabeth Bowes-Lyon       | rainha consorte do Reino Unido de 1936 a 1952                                              | Reino Unido da Grã-Bretanha e Irlanda | m. 2002     |       |
| 3 de setembro  | Urho Kekkonen              | primeiro-ministro de 1950 a 1953 e de 1954 a 1956 e presidente da Finlândia de 1956 a 1982 | Império Russo (Finlândia)             | m. 1986     |       |
| 29 de setembro | Miguel Alemán Valdés       | presidente do México                                                                       | México                                | m. 1983     |       |
| 7 de Outubro   | Heinrich Himmler           | oficial alemão e comandante das SS durante a Segunda Guerra Mundial                        | Império Alemão                        | m. 1945     |       |
| 4 de dezembro  | Waldemar Levy Cardoso      | marechal                                                                                   | Brasil                                | m. 2009     |       |
| ??             | Luis Arturo González López | presidente da Guatemala em 1957                                                            | Guatemala                             | m. 1965     |       |

## Mortes
| Data           | Nome                                       | Profissão                                              | Nacionalidade                              | Observações | Ref   |
| -------------- | ------------------------------------------ | ------------------------------------------------------ | ------------------------------------------ | ----------- | ----- |
| 28 de janeiro  | Américo Brasílio de Campos                 | advogado, dramaturgo, jornalista, político e diplomata | Brasil                                     | n. 1835     | [ 2 ] |
| 15 de março    | Caetano de Andrade Albuquerque Bettencourt | jornalista, escritor e Par do reino                    | Reino Unido de Portugal, Brasil e Algarves | n. 1844     | [ 3 ] |
| 29 de julho    | Humberto I                                 | Rei de Itália                                          | Itália                                     | n. 1844     |       |
| 26 de agosto   | John Miller Adye                           | general                                                | Reino Unido                                | n. 1819     |       |
| 23 de setembro | Arsenio Martínez-Campos Antón              | Presidente do governo de Espanha                       | Espanha                                    | n. 1831     | [ 4 ] |
| 17 de novembro | António Maria Cardoso                      | oficial da Marinha, deputado e explorador              | Reino Unido de Portugal, Brasil e Algarves | n. 1849     | [ 5 ] |
| 18 de novembro | Apolinário João Pereira                    | deputado                                               | Brasil                                     | n. 1864     |       |
| 4 de dezembro  | Artur Ferreira de Abreu                    | político                                               | Brasil                                     | n. 1850     | [ 6 ] |
| 28 de dezembro | Alexandre de Serpa Pinto                   | militar, explorador e político                         | Reino Unido de Portugal, Brasil e Algarves | n. 1846     | [ 7 ] |
| ??             | Aníbal Falcão                              | escritor e político                                    | Brasil                                     | n. 1859     | [ 8 ] |
| ??             | Artur de Paiva                             | militar e administrador colonial                       | Reino Unido de Portugal, Brasil e Algarves | n. 1856     | [ 9 ] |